# 村澤丈児
村澤 丈児（むらさわ じょうじ、5月14日 - ）は、日本の和楽器演奏家、作曲家。イタリア出身、福島県郡山市在住。
ニックネームは「和楽器マルチプレーヤー」。

## 来歴
東京藝術大学音楽学部附属音楽高等学校邦楽科生田流筝曲専攻卒業。同大学卒業。安宅賞受賞、青山財団奨学生に選抜される。
卒業時、アカンサス音楽賞受賞、皇居内桃華楽堂にて御前演奏を務める。
同大学大学院音楽研究科修士課程修了。
大学院アカンサス音楽賞受賞。同大学大学院音楽研究科博士後期課程修了。
- 都山流尺八を、藤原道山に師事。都山流師範となる。「村澤 寶山(ムラサワ ホウザン)」の名前で尺八演奏家の活動を行う。
- 生田流箏曲、三絃を、池上眞吾に師事
- 宮城胡弓、笙を、村澤かをりに師事
- 宝生流謡曲、仕舞を、故三川泉（人間国宝）、武田孝史に師事
- 一噌流能管を、一噌仙幸（人間国宝）に師事
- 柳川三味線を、中澤眞佐に師事[1]

宅地建物取引士・行政書士試験に続き、社会保険労務士試験も一回で合格

### コンクール受賞歴
- 2006年 平成18年度宮城道雄記念筝曲コンクール 一般部第二位（一位なし）
- 2007年 八橋検校日本音楽コンクール 中学生以下独奏部門 第一位（箏）、同アンサンブル部門 第一位（尺八）
- 2013年 平成25年度宮城道雄記念箏曲コンクール 一般部第二位（一位なし）
- 2014年 利根英法記念邦楽コンクール奨励賞（三位）

### 活動歴
- 2006年8月 東京箏ジュニアアンサンブルの一員として、フランス公演に参加。
- 2006年8月 オランダユトレヒト音楽祭に参加。
- 2007年5月 JML入野義朗音楽研究所主催 日独青少年交流コンサートに参加、

ドイツ各地にて演奏。
- 2011年9月 ウラジオストク・ビエンナーレに参加。
- 2014年2月 フランス、プロヴァンスにてBALLET PRELJOCAJの公演に参加。
- 2014年11月 シンガポール、ジュロン・ポイントの和食レストラン街オープニングイベントにてパフォーマンス。国内にて、尺八のワークショップを行う。
- 2016年9月 日本・シンガポール外交関係樹立50周年記念事業の一環として、メトロ (センターポイント店)でのパフォーマンスを行う。
- 2017年9月 シンガポール、メトロ (センターポイント店)でのパフォーマンス、ワークショップを行う。
- 2018年8月 インドネシアにおける「Suara dari timur～東からの音～」コンサートに出演。